# Helicopsyche gibbsi
Helicopsyche gibbsi är en nattsländeart som beskrevs av Kjell Arne Johanson 1999. Helicopsyche gibbsi ingår i släktet Helicopsyche och familjen Helicopsychidae. Inga underarter finns listade i Catalogue of Life.